# Rockford (Iowa)
Pour les articles homonymes, voir Rockford.
Rockford est une ville du comté de Floyd, en Iowa, aux États-Unis. Elle est incorporée le 19 mars 1878.

## Source de la traduction
- (en) Cet article est partiellement ou en totalité issu de l’article de Wikipédia en anglais intitulé « Rockford, Iowa » (voir la liste des auteurs).